# Catherine Hosmalin
Catherine Hosmalin est une actrice française connue pour ses nombreux seconds rôles au cinéma et à la télévision, elle joue également au théâtre et a mis en scène les spectacles de Charlotte de Turckheim.

## Biographie
Catherine Hosmalin est née dans une famille auvergnate de « bons vivants », comme elle le déclare elle-même. Son père est colonel et sa mère femme au foyer et l'éducation sans fantaisie qu'ils donnent à leur fille la prédispose peu au métier d'actrice, même si celle-ci est attirée par cette profession dès son jeune âge. Le surpoids auquel Catherine Hosmalin est sujette depuis son enfance commence à la complexer pendant son adolescence. Lorsqu'elle commence sa carrière de comédienne, elle a des difficultés à s'affirmer autrement qu'à travers sa silhouette forte. Néanmoins, lors de la sortie de Mince alors! en 2012, elle confie qu'elle se sent plus à l'aise avec son corps, ce qui lui permet de travailler davantage. Elle explique aussi qu'être le centre de l'attention n'est pas une position toujours confortable pour elle, malgré ce que suggère le métier d'actrice,.
Catherine Hosmalin a été formée à l'école Charles Dullin de Paris. Elle obtient son premier rôle en 1987 dans La Goula, court-métrage de Roger Guillot. Elle y joue une caissière moquée à cause de son poids. Ce rôle lui permet de décrocher le prix d'interprétation féminine aux festivals de Clermont-Ferrand et de Grenoble la même année.
L'actrice enchaîne avec des petits rôles dans des séries télévisées puis au cinéma. Elle joue par exemple dans un épisode de Palace et de Maigret. Son apparition dans le film Vénus beauté (institut) de Tonie Marshall en 1998 lui permet d'être un peu plus remarquée du grand public. L'actrice apparaît dans de nombreux films au cours des années 2000, par exemple Moi César, 10 ans ½, 1m39, Nos jours heureux, Dikkenek, Mammuth et Parlez-moi de vous. Ses seconds rôles sont la plupart du temps comiques et hauts en couleur. En 2010, elle campe cependant un rôle plus antipathique dans La Rafle, un film plus tragique que le reste de sa filmographie.
En 1998, elle rencontre Charlotte de Turckheim avec laquelle elle commence une riche collaboration. Charlotte lui offre d'abord un rôle dans sa première réalisation, Mon père, ma mère, mes frères et mes sœurs…, et ensuite Catherine devient une de ses actrices fétiches. Elle figure au générique de ses trois films suivants : Les Aristos en 2006, Mince alors ! en 2012 et Qui c'est les plus forts ? en 2015. Mince alors ! résulte d'ailleurs de la fusion d'un projet de film sur Brides-les-Bains et d'un spectacle sur la rondeur qui devait être joué par Catherine Hosmalin et écrit par Charlotte de Turckheim. Catherine Hosmalin a mis en scène les spectacles de Charlotte de Turckheim en 2004 et 2007.
Catherine Hosmalin obtient un de ses rôles les plus importants dans la série Maison close de Canal+, diffusée de 2010 à 2013. Cette série, qui est un succès pour la chaîne, lui offre un rôle différent de son répertoire habituel : une femme sombre et dure.
En 2014, alors que son fils cadet Jules (qui vivait avec elle) part suivre des études de Beaux-arts à Berlin, l'actrice souffre d'une dépression due à la solitude, délaissant ainsi son métier. Après avoir été suivie par un endocrinologue et un psy, Catherine Hosmalin prend un coach pour perdre du poids. Elle fait son retour en 2016, bien amaigrie, aussi bien au cinéma qu'au théâtre et à la télévision.

## Filmographie

### Cinéma

#### Longs métrages
- 1988 : Prisonnières de Charlotte Silvera : Janine
- 1990 : Un type bien de Laurent Bénégui : Paula
- 1990 : Je t'ai dans la peau de Jean-Pierre Thorn : Agnès
- 1998 : Vénus Beauté (Institut) de Tonie Marshall : Une cliente
- 1999 : Superlove de Jean-Claude Janer : La mère de Willy
- 1999 : Mon père, ma mère, mes frères et mes sœurs… de Charlotte de Turckheim : Mireille Grognard
- 2000 : 15 août de Patrick Alessandrin : Une voisine
- 2000 : En vacances de Yves Hanchar : Marianne Delperée
- 2000 : Total Western de Éric Rochant : Gisèle
- 2001 : Reines d'un jour de Marion Vernoux : La femme aux cafards
- 2003 : Moi César, 10 ans ½, 1m39 de Richard Berry : la boulangère
- 2003 : Mauvais Esprit de Patrick Alessandrin : une cliente de la quincaillerie
- 2003 : Chouchou de Merzak Allouache : Madame Armand (créditée au générique mais n'apparaît que très brièvement dans la toute dernière scène du film, sa ou ses scène(s) ayant été coupée(s) au montage)
- 2003 : Le Coût de la vie de Philippe Le Guay : Karine
- 2004 : Palais royal ! de Valérie Lemercier : La visiteuse du palais, s'adressant à la reine
- 2004 : Illumination, de Pascale Breton : Marie-No
- 2004 : La confiance règne de Étienne Chatiliez : Greta
- 2005 : Je préfère qu'on reste amis... d'Éric Toledano : Une femme du speed dating
- 2006 : Nos jours heureux d'Olivier Nakache et Éric Toledano : Christine, l’intendante
- 2006 : Les Irréductibles de Renaud Bertrand : Micheline
- 2006 : Dikkenek de Olivier Van Hoofstadt : La femme de Mich
- 2006 : Les Aristos de Charlotte de Turckheim : La maîtresse de maison
- 2006 : Ma place au soleil de Éric de Montalier : La dame aux chocolats
- 2006 : Les Vacances de Mr Bean (Mr. Bean's holiday) de Steve Bendelack : Contrôleur de train
- 2006 : Deux vies plus une d'Idit Cebula : Monique
- 2008 : Il y a longtemps que je t'aime de Philippe Claudel : La conseillère d'insertion
- 2008 : Leur morale... et la nôtre de Florence Quentin : Mme Fandango
- 2008 : Louise Michel de Benoît Delépine et Gustave Kervern : Mme Pinchon
- 2009 : Tellement proches d'Éric Toledano et Olivier Nakache : Nicole
- 2009 : Victor de Thomas Gilou : Mme Barbosa
- 2010 : La Rafle de Roselyne Bosch : La boulangère
- 2010 : Mammuth de Benoît Delépine et Gustave Kervern : La copine de Catherine
- 2011 : Ni à vendre ni à louer de Pascal Rabaté : La femme de la maisonnette
- 2011 : Case départ de Thomas N'Gijol, Fabrice Éboué et Lionel Steketee : Mme Jourdain
- 2012 : Parlez-moi de vous de Pierre Pinaud : Ingrid Goulain
- 2012 : Mince alors ! de Charlotte de Turckheim : Emilie
- 2012 : Adieu Paris de Franziska Buch : Madame Colussant
- 2013 : La Vraie Vie des profs de Emmanuel Klotz et Albert Pereira-Lazaro : Mme de Grémont
- 2014 : Chic ! de Jérôme Cornuau : Caroline Langer
- 2015 : Le Talent de mes amis d'Alex Lutz : Femme stage Thibault
- 2015 : Qui c'est les plus forts ? de Charlotte de Turckheim : Solange
- 2016 : La Folle Histoire de Max et Léon de Jonathan Barré : Madame Dormeuil
- 2016 : Fleur de tonnerre de Stéphanie Pillonca-Kervern : La marraine
- 2017 : La Deuxième Étoile de Lucien Jean-Baptiste : La sœur de Suzy
- 2018 : Guy d'Alex Lutz : l'amie backstage
- 2018 : L'école est finie d'Anne Depétrini : Simone
- 2021 : Mince alors 2 ! de Charlotte de Turckheim : Emilie
- 2022 : Menteur d'Olivier Baroux : Geneviève
- 2023 : Un Stupéfiant Noël ! d'Arthur Sanigou : Laila

#### Courts métrages
- 1986 : La Goula de Roger Guillot : La Goula
- 1999 : Les Petits souliers d'Olivier Nakache et Éric Toledano : Madame Tagin
- 2000 : Les filles du douze de Pascale Breton : Béa
- 2017 : Un regard dans la nuit de Christophe Gand : Psychiatre
- 2017 : Arborg d'Antoine Delelis : Ida
- 2018 : Artem silendi de Frank Ychou : Mère supérieure

### Télévision
- 1988 : Palace (1 épisode) : La fée
- 1993 : Maigret (épisode Maigret se défend) : La prostituée
- 1997 : La Vie comme un dimanche de Roger Guillot : Mme Barnier
- 1998 : L'Échappée de Roger Guillot : Gigi
- 2000 : Avocats et Associés, épisode Tractations : Sophie Carlino
- 2001 : Les Petites Mains de Lou Jeunet : Lulu
- 2002 : Angelina de Claude d'Anna : La pâtissière
- 2003 : Blague à part, épisode Bon sang de merde : Le médecin
- 2004 : La Nourrice de Renaud Bertrand : Léontine
- 2005 : Engrenages (saison 1)
- 2005 : Vénus et Apollon, épisode Soin défraîchi
- 2006 : La Reine Sylvie de Renaud Bertrand : Corinne
- 2006 : La Volière aux enfants de Olivier Guignard : Mme Carpantier
- 2007 : Chez Maupassant : Toine de Jacques Santamaria : Mme Leblond
- 2008 : Sa raison d'être de Renaud Bertrand : cheffe de service
- 2009 : Le juge est une femme, épisode Sous X : Soeur Jeanne
- 2010-2013 : Maison close (série) de Mabrouk El Mechri : Marguerite Fourchon
- 2012 : Comme un air d'autoroute de Franck Lebon : Francette
- 2013 : Mère et Fille : La conseillère d'orientation (Saison 2, épisode homonyme)
- 2014 : Mongeville, épisode Mortelle mélodie : Martine Demau
- 2014 : La Trouvaille de Juliette de Jérôme Navarro : Aurélie
- 2015 : Merci pour tout, Charles d'Ernesto Onà
- 2015 : La Petite Histoire de France (saison 1) : Germaine
- 2016 : Scènes de ménages, épisode Ça va être leur fête : Maryline
- 2017 : Meurtres dans les Landes de Jean-Marc Thérin : Suzanne Beaumont
- 2017 : Lebowitz contre Lebowitz, épisode La Raison du plus fort : mère d'Anouk
- 2018 : Samedi, c'est parodie (émission), sketch Les Z'amours 2.0. : Sylvie
- 2018 : Nox (mini-série) de Mabrouk El Mechri : Nadine Rogier
- 2019 : Myster Mocky présente, épisode Motus operandi de Jean-Pierre Mocky
- 2019 : Tropiques criminels, épisode Forêt de Reculée de Stéphane Kappes : Sabine
- 2020 : Peur sur le lac de Jérôme Cornuau : Mère Cécile
- 2021 : Belle, belle, belle d'Anne Depétrini : Nanou
- 2022 : Je te promets (saison 2) : Jacqueline
- 2024 : Meurtres à Honfleur de Christelle Raynal : Riquita
- 2024 : Murder Club de Renaud Bertrand : Babeth Delcourt
- 2024 : Brocéliande : Madame Perec

## Théâtre
- 2002 : Knock ou le Triomphe de la médecine de Jules Romains, mise en scène Maurice Bénichou, Théâtre de l'Athénée-Louis-Jouvet, Théâtre des Célestins
- 2003 : Knock ou le Triomphe de la médecine de Jules Romains, mise en scène Maurice Bénichou, Théâtre national de Nice, Théâtre Antoine
- 2010 : Bed and Breakfast de Joe O'Byrne, mise en scène Cerise Guy, Théâtre 14 Jean-Marie Serreau
- 2013 : La Folle de Chaillot de Jean Giraudoux, mise en scène Didier Long, Comédie des Champs-Élysées
- 2014 : La perle rare de Julie Duchatel, Théâtre Le Nombril Du Monde (Lyon)
- 2016 : Pour en finir avec Hugh Grant d'Emmanuelle Michelet, Théâtre des Mathurins
- 2018 : Meurtre mystérieux à Manhattan de Woody Allen, mise en scène Elsa Royer, festival off d'Avignon
- 2019 : Père ou fils de Clément Michel, mise en scène Arthur Jugnot et David Roussel, théâtre de la Renaissance